# Głuchów (powiat skierniewicki)
Głuchów – wieś w Polsce położona w województwie łódzkim, w powiecie skierniewickim, w gminie Głuchów.
Miejscowość jest siedzibą gminy Głuchów. W latach 1975–1998 miejscowość należała administracyjnie do województwa skierniewickiego.

## Historia
Pierwsza wzmianka o wsi pochodzi z 1338, gdy arcybiskup Janisław przydzielił braciom Witowi i Witosławowi do wykarczowania i uprawy dąbrowę Jawórzec usytuowaną między Głuchowem i Białyninem, w zamian za lokowanie Głuchowa na prawie średzkim. W 1341 roku w dokumencie wystawionym w Gnieźnie arcybiskup Janisław sprzedał sołectwo Paszkowi synowcowi Wacława rządcy rawskiego. Ten sam arcybiskup ufundował także w Głuchowie modrzewiowy kościół. W 1419 roku wzmiankowano, że kościół w Głuchowie był siedzibą parafii.
W 1792 roku wieś arcybiskupstwa gnieźnieńskiego w ziemi rawskiej województwa rawskiego. W listopadzie 1935 r. w budynkach po dawnym państwowym folwarku został otwarty Regionalny Uniwersytet Wiejski (Towarzystwa Wiejskich Uniwersytetów Regionalnych), poświęcony przez kapelana prezydenta RP – Ignacego Mościckiego. Powstał ze składek współpracowników i przyjaciół jednego z ideologów obozu piłsudczykowskiego – Adama Skwarczyńskiego.

## Atrakcje turystyczne
We wsi stoi późnobarokowy kościół parafialny pw. św. Wacława wzniesiony w 1786 r. z dwuwieżową fasadą, neogotycką dzwonnicą z 1821 r. i neoklasycystyczną plebanią z 1824 r.
W Głuchowie znajduje się stacja zabytkowej Rogowskiej Kolei Wąskotorowej. Linia łączy Głuchów z Rogowem oraz Rawą Mazowiecką. 
Ponadto w tej miejscowości jest boisko piłkarskie, na którym mecze rozgrywa lokalna drużyna GKS Głuchów.

## Zabytki
Według rejestru zabytków Narodowego Instytutu Dziedzictwa na listę zabytków wpisane są obiekty:
- zespół kościoła parafialnego pw. św. Wacława, 1786, 1824:
  - kościół, nr rej.: 275 z 29.12.1967, fasada zbudowana została po 1786, proj. Tommaso Bellotti III z Warszawy[8]
  - dzwonnica, nr rej.: 886 z 29.12.1967
  - plebania, nr rej.: 12/12 z 27.05.1946 oraz 276 z 29.12.1967
  - cmentarz kościelny, nr rej.: 12/13 z 27.05.1946 oraz 902 A z 21.12.1992
- cmentarz rzymskokatolicki, 2 poł. XIX w., nr rej.: 801-A z 20.11.1991
- cmentarz wojenny z I wojny światowej (żołnierzy niemieckich) - przy drodze do Prus, nr rej.: 900 z 21.12.1992
- mogiła zbiorowa z okresu II wojny światowej - przy drodze do Złotej, nr rej.: 901 z 21.12.1992
- aleja klonowo-jesionowa - wzdłuż drogi do Prus, nr rej.: 541 z 5.05.1980
- budynek Towarzystwa Wiejskich Uniwersytetów Regionalnych

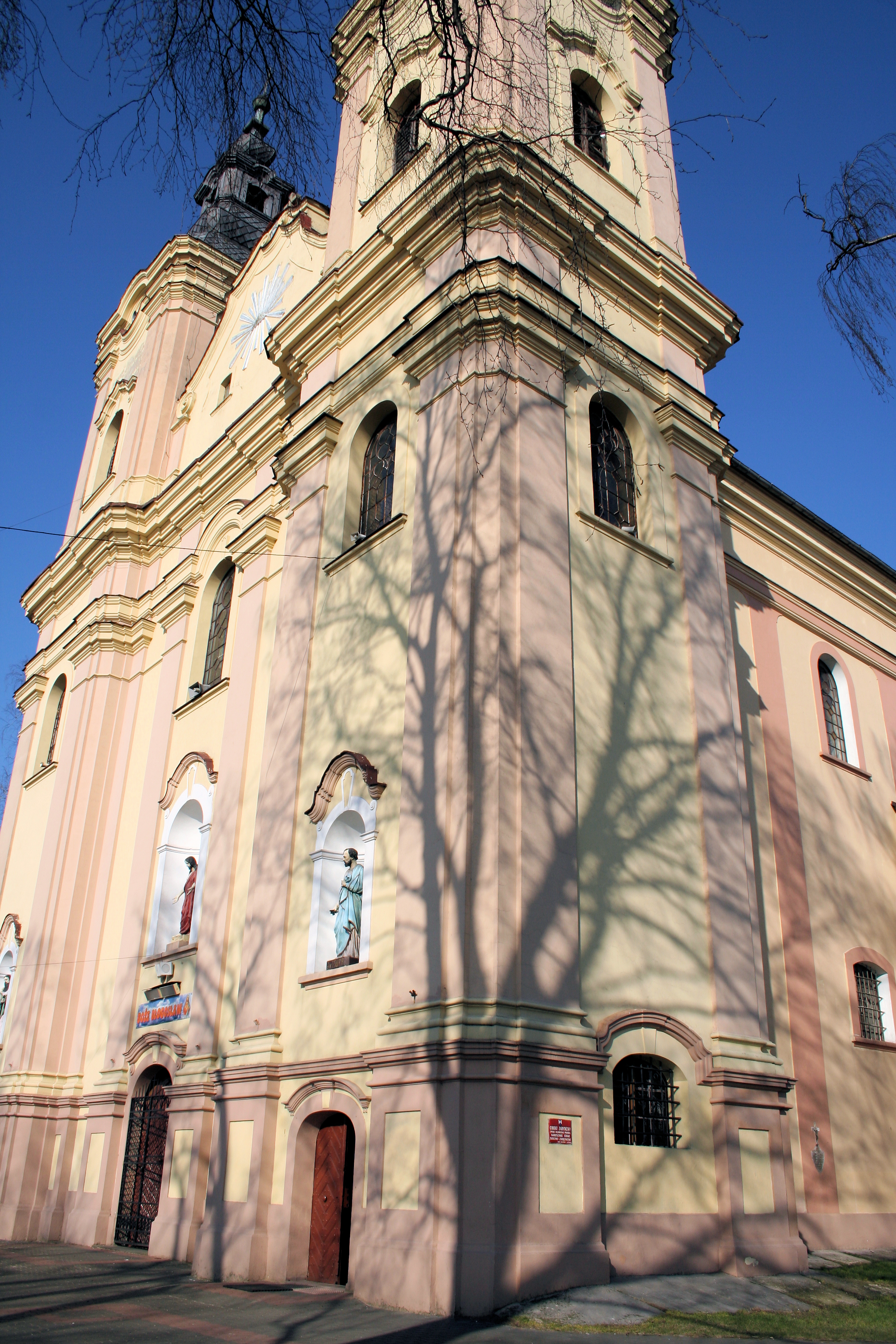
Kościół barokowy pw. św. Wacława
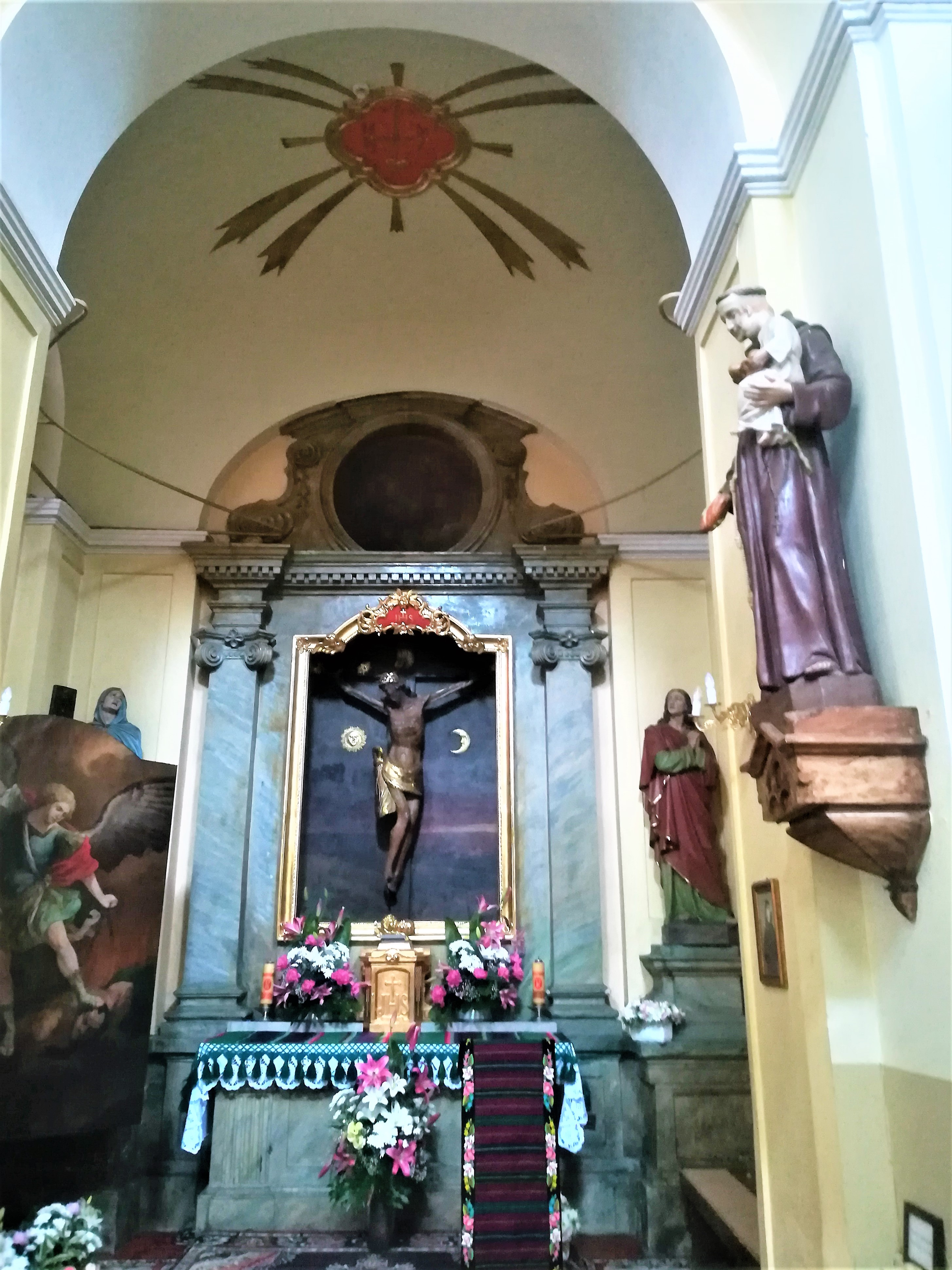
Ołtarz barokowy w kościele
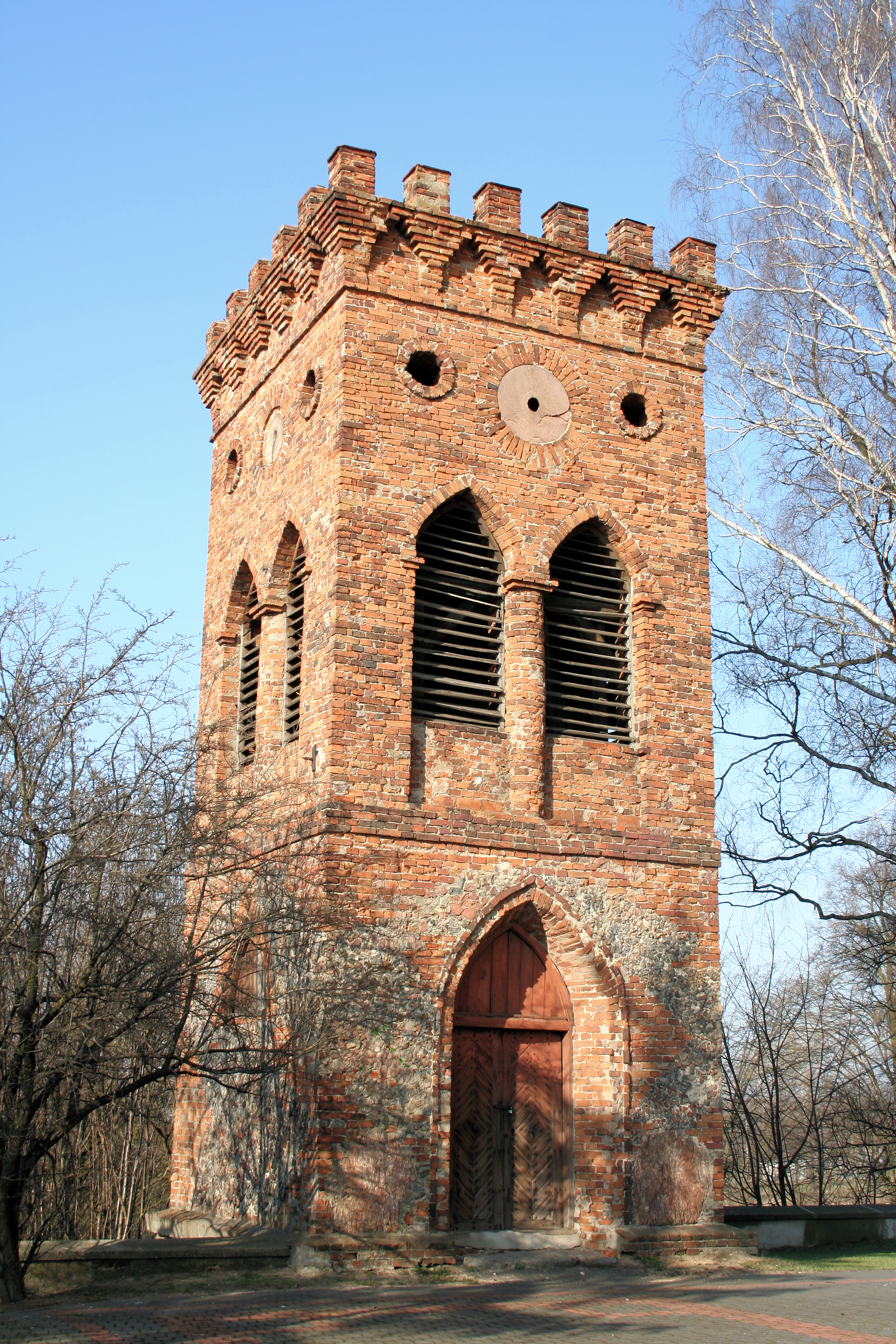
Dzwonnica neogotycka